# Campeonato de Primera D 2015
El Campeonato de Primera D 2015 fue la sexagésima sexta edición del torneo, quinta división del fútbol argentino en el orden de los clubes directamente afiliados a la AFA. Comenzó el 13 de marzo y finalizó el 30 de noviembre.
Por la reestructuración ocurrida durante el último semestre del 2014 no hubo equipos descendidos de la anterior temporada de la Primera C, siendo el único equipo incorporado Deportivo Paraguayo, quien recuperó la afiliación, luego de tenerla seis meses suspendida.
Se consagró campeón el Club Sportivo Barracas, con lo que obtuvo el ascenso a la Primera C. Asimismo, también lo consiguió el Club Social y Deportivo Liniers, ganador del torneo reducido por el segundo ascenso. 
Por otra parte, a Centro Social y Recreativo Español se le suspendió la afiliación para la siguiente temporada, por haber ocupado el último lugar de la tabla de promedios.

## Ascensos y descensos
| Desafiliados de la Primera D 2014 |
| --------------------------------- |
| No hubo                           |

| Reafiliado          |
| ------------------- |
| Deportivo Paraguayo |

| Posición   | Ascendidos a la Primera C 2015 |
| ---------- | ------------------------------ |
| 1.º Zona A | Cañuelas                       |
| 1.º Zona B | San Martín (B)                 |
| Gan. red.  | San Miguel                     |

| Descendidos de la Primera C 2014 |
| -------------------------------- |
| No hubo                          |

- De esta manera, el número de participantes se redujo a 16.

## Equipos participantes
| Equipo               | Ciudad            | Estadio                    | Capacidad |
| -------------------- | ----------------- | -------------------------- | --------- |
| Argentino de Rosario | Rosario           | José Martín Olaeta         | 6800      |
| Atlas                | General Rodríguez | Ricardo Puga               | 2500      |
| Lugano               | Tapiales          | José María Moraños         | 1500      |
| Central Ballester    | José León Suárez  | No posee                   | -         |
| Centro Español       | Villa Sarmiento   | No posee                   | -         |
| Claypole             | Claypole          | Rodolfo Vicente Capocasa   | 1000      |
| Muñiz                | Muñiz             | No posee                   | -         |
| Deportivo Paraguayo  | Buenos Aires      | No posee                   | -         |
| El Porvenir          | Gerli             | Gildo Francisco Ghersinich | 14 000    |
| Ituzaingó            | Ituzaingó         | Ituzaingó                  | 5000      |
| Leandro N. Alem      | General Rodríguez | Leandro N. Alem            | 4000      |
| Liniers              | San Justo         | Juan Antonio Arias         | 3500      |
| Puerto Nuevo         | Campana           | Rubén Carlos Vallejos      | 500       |
| Sportivo Barracas    | Buenos Aires      | No posee                   | -         |
| Victoriano Arenas    | Valentín Alsina   | Saturnino Moure            | 1500      |
| Yupanqui             | Buenos Aires      | No posee                   | -         |

### Distribución geográfica de los equipos
| Región                                   | Cant. | Equipos                                                                                                 |
| ---------------------------------------- | ----- | --- |
| Conurbano bonaerense                     | 8     | Central Ballester, Centro Español, Claypole, El Porvenir, Ituzaingó, Liniers, Muñiz y Victoriano Arenas |
| Ciudad de Buenos Aires                   | 4     | Deportivo Paraguayo, Lugano, Sportivo Barracas y Yupanqui                                               |
| Interior de la provincia de Buenos Aires | 3     | Atlas, Leandro N. Alem y Puerto Nuevo                                                                   |
| Ciudad de Rosario                        | 1     | Argentino                                                                                               |

## Formato

### Competición
Se disputó un torneo por el sistema de todos contra todos a dos ruedas, con un total de 30 fechas.

### Ascensos
El campeón y el vencedor del torneo reducido ascendieron a la Primera C .

### Desafiliación temporaria
Al equipo que ocupó el último lugar de la tabla de promedios se le suspendió la afiliación por una temporada.

### Clasificación a la Copa Argentina 2015-16
El campeón y el subcampeón obtuvieron la clasificación a los treintaidosavos de final de la Copa Argentina 2015-16.

## Tabla de posiciones final
| Pos  | Equipo               | Pts | PJ | PG | PE | PP | GF | GC | Dif |
| ---- | -------------------- | --- | -- | -- | -- | -- | -- | -- | --- |
| 01.º | Sportivo Barracas    | 61  | 30 | 17 | 10 | 3  | 46 | 25 | 21  |
| 02.º | Atlas                | 58  | 30 | 17 | 7  | 6  | 47 | 20 | 27  |
| 03.º | Liniers              | 58  | 30 | 17 | 7  | 6  | 41 | 27 | 14  |
| 04.º | El Porvenir          | 56  | 30 | 16 | 8  | 6  | 42 | 22 | 20  |
| 05.º | Central Ballester    | 48  | 30 | 13 | 9  | 8  | 35 | 29 | 6   |
| 06.º | Muñiz                | 44  | 30 | 11 | 11 | 8  | 33 | 30 | 3   |
| 07.º | Lugano               | 44  | 30 | 12 | 8  | 10 | 38 | 38 | 0   |
| 08.º | Deportivo Paraguayo  | 42  | 30 | 10 | 12 | 8  | 28 | 24 | 4   |
| 09.º | Ituzaingó            | 42  | 30 | 9  | 15 | 6  | 22 | 21 | 1   |
| 10.º | Leandro N. Alem      | 38  | 30 | 10 | 8  | 12 | 33 | 35 | -2  |
| 11.º | Yupanqui             | 38  | 30 | 10 | 8  | 12 | 31 | 31 | 0   |
| 12.º | Puerto Nuevo         | 34  | 30 | 8  | 10 | 12 | 41 | 33 | 8   |
| 13.º | Argentino de Rosario | 31  | 30 | 9  | 4  | 17 | 19 | 40 | -21 |
| 14.º | Claypole             | 29  | 30 | 5  | 14 | 11 | 29 | 43 | -14 |
| 15.º | Victoriano Arenas    | 21  | 30 | 4  | 9  | 17 | 24 | 44 | -20 |
| 16.º | Centro Español       | 4   | 30 | 0  | 4  | 26 | 10 | 57 | -47 |

|  |

|  |                                                                                      |
|  | Campeón. Ascendió a la Primera C y clasificó a la Copa Argentina 2015-16.            |
|  | Clasificado al torneo reducido por el segundo ascenso y a la Copa Argentina 2015-16. |
|  | Clasificados al torneo reducido por el segundo ascenso.                              |

### Evolución de las posiciones

#### Primera rueda
| Equipo / Fecha       |      |      |      |      |      |      |      |      |      |      |      |      |      |      |      |
| Equipo / Fecha       | 01   | 02   | 03   | 04   | 05   | 06   | 07   | 08   | 09   | 10   | 11   | 12   | 13   | 14   | 15   |
| -------------------- | ---- | ---- | ---- | ---- | ---- | ---- | ---- | ---- | ---- | ---- | ---- | ---- | ---- | ---- | ---- |
| Argentino de Rosario | 06.º | 07.º | 11.º | 12.º | 14.º | 12.º | 14.º | 14.º | 12.º | 09.º | 10.º | 11.º | 12.º | 13.º | 13.º |
| Atlas                | 09.º | 13.º | 06.º | 03.º | 03.º | 02.º | 03.º | 02.º | 03.ª | 02.º | 02.º | 02.º | 02.º | 04.º | 03.º |
| Central Ballester    | 12.º | 12.º | 08.º | 08.º | 13.º | 14.º | 13.º | 09.º | 09.º | 04.º | 03.º | 04.º | 05.º | 05.º | 06.º |
| Centro Español       | 13.º | 14.º | 16.º | 16.º | 16.º | 16.º | 16.º | 16.º | 16.º | 16.º | 16.º | 16.º | 16.º | 16.º | 16.º |
| Claypole             | 02.º | 01.º | 01.º | 04.º | 02.º | 04.º | 07.º | 10.º | 11.º | 10.º | 11.º | 12.º | 11.º | 10.º | 10.º |
| Deportivo Paraguayo  | 09.º | 04.º | 02.º | 02.º | 04.º | 03.º | 05.º | 03.º | 02.º | 03.º | 05.º | 07.º | 06.º | 06.º | 05.º |
| El Porvenir          | 16.º | 08.º | 12.º | 13.º | 09.º | 06.º | 10.º | 13.º | 08.º | 11.º | 08.º | 03.º | 04.º | 03.º | 04.º |
| Ituzaingó            | 03.º | 03.º | 03.º | 05.º | 05.º | 09.º | 06.º | 08.º | 05.º | 07.º | 06.º | 08.º | 08.º | 08.º | 08.º |
| Leandro N. Alem      | 14.º | 15.º | 14.º | 15.º | 10.º | 10.º | 08.º | 11.º | 13.º | 13.º | 13.º | 14.º | 13.º | 11.º | 11.º |
| Liniers              | 01.º | 02.º | 04.º | 01.º | 01.º | 01.º | 01.º | 01.º | 01.º | 01.º | 01.º | 01.º | 01.º | 01.º | 01.º |
| Lugano               | 11.º | 11.º | 15.º | 10.º | 12.º | 07.º | 12.º | 06.º | 09.º | 05.º | 04.º | 06.º | 07.º | 09.º | 09.º |
| Muñiz                | 07.º | 09.º | 10.º | 06.º | 06.º | 07.º | 04.º | 04.º | 04.º | 06.º | 09.º | 09.º | 09.º | 07.º | 07.º |
| Puerto Nuevo         | 07.º | 10.º | 13.º | 14.º | 15.º | 15.º | 15.º | 15.º | 15.º | 15.º | 15.º | 15.º | 15.º | 15.º | 14.º |
| Sp. Barracas         | 05.º | 06.º | 05.º | 07.º | 08.º | 05.º | 02.º | 04.º | 07.º | 08.º | 07.º | 05.º | 03.º | 02.º | 02.º |
| Victoriano Arenas    | 03.º | 05.º | 07.º | 11.º | 07.º | 11.º | 09.º | 12.º | 14.º | 14.º | 14.º | 13.º | 14.º | 14.º | 15.º |
| Yupanqui             | 14.º | 16.º | 09.º | 09.º | 11.º | 13.º | 11.º | 05.º | 10.º | 12.º | 12.º | 10.º | 10.º | 12.º | 12.º |

| 1. 2. |

#### Segunda rueda
| Equipo / Fecha       |      |      |      |      |      |      |      |      |      |      |      |      |      |      |      |
| Equipo / Fecha       | 16   | 17   | 18   | 19   | 20   | 21   | 22   | 23   | 24   | 25   | 26   | 27   | 28   | 29   | 30   |
| -------------------- | ---- | ---- | ---- | ---- | ---- | ---- | ---- | ---- | ---- | ---- | ---- | ---- | ---- | ---- | ---- |
| Argentino de Rosario | 13.º | 13.º | 12.º | 12.º | 13.º | 12.º | 12.º | 11.º | 11.º | 12.º | 12.º | 12.º | 12.º | 13.º | 13.º |
| Atlas                | 03.º | 03.º | 03.º | 04.º | 03.º | 04.º | 04.º | 03.º | 03.º | 03.º | 02.º | 04.º | 03.º | 02.º | 02.º |
| Central Ballester    | 05.º | 06.º | 07.º | 07.º | 05.º | 06.º | 06.º | 06.º | 06.º | 06.º | 06.º | 05.º | 05.º | 05.º | 05.º |
| Centro Español       | 16.º | 16.º | 16.º | 16.º | 16.º | 16.º | 16.º | 16.º | 16.º | 16.º | 16.º | 16.º | 16.º | 16.º | 16.º |
| Claypole             | 09.º | 11.º | 13.º | 13.º | 12.º | 14.º | 13.º | 14.º | 14.º | 14.º | 14.º | 14.º | 14.º | 14.º | 14.º |
| Deportivo Paraguayo  | 07.º | 08.º | 08.º | 08.º | 09.º | 09.º | 09.º | 12.º | 12.º | 11.º | 09.º | 07.º | 07.º | 08.º | 08.º |
| El Porvenir          | 04.º | 04.º | 04.º | 03.º | 04.º | 03.º | 03.º | 04.º | 04.º | 04.º | 03.º | 02.º | 04.º | 04.º | 04.º |
| Ituzaingó            | 06.º | 05.º | 06.º | 05.º | 07.º | 07.º | 07.º | 07.º | 07.º | 07.º | 08.º | 09.º | 09.º | 09.º | 09.º |
| Leandro N. Alem      | 12.º | 12.º | 10.º | 10.º | 08.º | 10.º | 11.º | 10.º | 10.º | 09.º | 10.º | 11.º | 11.º | 11.º | 10.º |
| Liniers              | 02.º | 02.º | 01.º | 02.º | 02.º | 02.º | 02.º | 02.º | 02.º | 02.º | 04.º | 03.º | 02.º | 03.º | 03.º |
| Lugano               | 11.º | 10.º | 09.º | 09.º | 10.º | 08.º | 08.º | 08.º | 08.º | 08.º | 07.º | 08.º | 08.º | 07.º | 07.º |
| Muñiz                | 08.º | 07.º | 05.º | 06.º | 06.º | 05.º | 05.º | 05.º | 05.º | 05.º | 05.º | 06.º | 06.º | 06.º | 06.º |
| Puerto Nuevo         | 14.º | 14.º | 14.º | 14.º | 14.º | 13.º | 14.º | 13.º | 13.º | 13.º | 13.º | 13.º | 13.º | 12.º | 12.º |
| Sportivo Barracas    | 01.º | 01.º | 02.º | 01.º | 01.º | 01.º | 01.º | 01.º | 01.º | 01.º | 01.º | 01.º | 01.º | 01.º | 01.º |
| Victoriano Arenas    | 15.º | 15.º | 15.º | 15.º | 15.º | 15.º | 15.º | 15.º | 15.º | 15.º | 15.º | 15.º | 15.º | 15.º | 15.º |
| Yupanqui             | 10.º | 09.º | 11.º | 11.º | 11.º | 11.º | 10.º | 09.º | 09.º | 10.º | 11.º | 10.º | 10.º | 11.º | 10.º |

## Tabla de promedios
| Pos  | Equipo               | 12/13 | 13/14 | 2014 | 2015 | Total | PJ  | Promedio |
| ---- | -------------------- | ----- | ----- | ---- | ---- | ----- | --- | -------- |
| 01.º | Liniers              | -     | -     | 22   | 58   | 80    | 46  | 1,739    |
| 02.º | Sportivo Barracas    | -     | 39    | 32   | 61   | 132   | 80  | 1,650    |
| 03.º | Leandro N. Alem      | 55    | 60    | 28   | 38   | 181   | 114 | 1,587    |
| 04.º | Atlas                | 44    | 42    | 35   | 58   | 179   | 114 | 1,570    |
| 05.º | Ituzaingó            | 57    | -     | 23   | 42   | 122   | 80  | 1,525    |
| 06.º | El Porvenir          | -     | 36    | 26   | 56   | 118   | 80  | 1,475    |
| 07.º | Deportivo Paraguayo  | -     | -     | -    | 42   | 42    | 30  | 1,400    |
| 08.º | Lugano               | 44    | 34    | 24   | 44   | 146   | 114 | 1,280    |
| 09.º | Muñiz                | 53    | 42    | 1    | 44   | 140   | 114 | 1,228    |
| 10.º | Central Ballester    | 32    | 37    | 18   | 50   | 137   | 114 | 1,201    |
| 11.º | Victoriano Arenas    | 48    | 47    | 14   | 21   | 130   | 114 | 1,140    |
| 12.º | Argentino de Rosario | 31    | 45    | 21   | 31   | 128   | 114 | 1,122    |
| 12.º | Yupanqui             | 25    | 54    | 11   | 38   | 128   | 114 | 1,122    |
| 14.º | Claypole             | 38    | 45    | 13   | 29   | 125   | 114 | 1,096    |
| 15.º | Puerto Nuevo         | -     | -     | 15   | 34   | 49    | 46  | 1,065    |
| 16.º | Centro Español       | 54    | 35    | 16   | 3    | 108   | 114 | 0,947    |

|  | Desafiliado por una temporada. |

## Resultados

### Primera rueda
| Victoriano Arenas | 2 - 0 | Yupanqui             | Saturnino Moure       | 13 de marzo | 15:30 |
| Puerto Nuevo      | 1 - 1 | Muñiz                | Rubén Carlos Vallejos | 13 de marzo | 16:00 |
| Sportivo Barracas | 3 - 2 | Lugano               | República de Italia   | 13 de marzo | 16:00 |
| Central Ballester | 0 - 1 | Argentino de Rosario | Ramón Roque Martín    | 13 de marzo | 16:00 |
| Atlas             | 0 - 0 | Deportivo Paraguayo  | Ricardo Puga          | 15 de marzo | 16:00 |
| Liniers           | 4 - 1 | El Porvenir          | Juan Antonio Arias    | 15 de marzo | 16:00 |
| Ituzaingó         | 2 - 0 | Leandro N. Alem      | República de Italia   | 16 de marzo | 16:00 |
| Claypole          | 3 - 1 | Centro Español       | Rubén Carlos Vallejos | 16 de marzo | 16:00 |

| Leandro N. Alem      | 1 - 1 | Yupanqui          | Municipal de Pilar         | 20 de marzo | 14:00 |
| Deportivo Paraguayo  | 1 - 0 | Sportivo Barracas | Juan Antonio Arias         | 20 de marzo | 16:00 |
| Argentino de Rosario | 0 - 2 | Claypole          | José María Olaeta          | 21 de marzo | 16:00 |
| Muñiz                | 3 - 3 | Central Ballester | Ciudad de San Miguel       | 22 de marzo | 16:00 |
| Liniers              | 1 - 0 | Victoriano Arenas | Juan Antonio Arias         | 23 de marzo | 16:00 |
| Centro Español       | 0 - 0 | Ituzaingó         | Juan Antonio Arias         | 24 de marzo | 16:00 |
| El Porvenir          | 1 - 0 | Atlas             | Gildo Francisco Ghersinich | 24 de marzo | 16:00 |
| Lugano               | 2 - 2 | Puerto Nuevo      | José María Moraños         | 24 de marzo | 16:00 |

| Yupanqui          | 2 - 0 | Centro Español       | Juan Antonio Arias    | 28 de marzo | 11:00 |
| Puerto Nuevo      | 0 - 2 | Deportivo Paraguayo  | Rubén Carlos Vallejos | 28 de marzo | 14:00 |
| Victoriano Arenas | 0 - 0 | Leandro N. Alem      | Saturnino Moure       | 29 de marzo | 11:00 |
| Atlas             | 3 - 0 | Liniers              | Ricardo Puga          | 29 de marzo | 11:00 |
| Sportivo Barracas | 1 - 0 | El Porvenir          | República de Italia   | 30 de marzo | 14:00 |
| Claypole          | 1 - 1 | Muñiz                | José María Moraños    | 30 de marzo | 16:00 |
| Central Ballester | 2 - 1 | Lugano               | Ramón Roque Martín    | 31 de marzo | 16:00 |
| Ituzaingó         | 1 - 0 | Argentino de Rosario | República de Italia   | 1 de abril  | 16:00 |

| Lugano               | 2 - 0 | Claypole          | José María Moraños         | 4 de abril | 11:00 |
| Centro Español       | 0 - 0 | Leandro N. Alem   | Juan Antonio Arias         | 5 de abril | 11:00 |
| El Porvenir          | 1 - 1 | Puerto Nuevo      | Gildo Francisco Ghersinich | 5 de abril | 12:00 |
| Muñiz                | 1 - 0 | Ituzaingó         | Ciudad de San Miguel       | 5 de abril | 15:30 |
| Argentino de Rosario | 0 - 0 | Yupanqui          | José María Olaeta          | 5 de abril | 15:30 |
| Atlas                | 2 - 1 | Victoriano Arenas | Ricardo Puga               | 6 de abril | 15:30 |
| Liniers              | 1 - 0 | Sportivo Barracas | Juan Antonio Arias         | 6 de abril | 15:30 |
| Deportivo Paraguayo  | 0 - 0 | Central Ballester | Juan Antonio Arias         | 7 de abril | 15:45 |

| Leandro N. Alem   | 3 - 0 | Argentino de Rosario | Municipal de Pilar    | 10 de abril | 15:30 |
| Sportivo Barracas | 1 - 1 | Atlas                | República de Italia   | 11 de abril | 13:00 |
| Puerto Nuevo      | 0 - 2 | Liniers              | Rubén Carlos Vallejos | 11 de abril | 15:30 |
| Yupanqui          | 1 - 1 | Muñiz                | Juan Antonio Arias    | 12 de abril | 11:00 |
| Victoriano Arenas | 2 - 1 | Centro Español       | Saturnino Moure       | 13 de abril | 15:30 |
| Claypole          | 2 - 1 | Deportivo Paraguayo  | Rubén Carlos Vallejos | 13 de abril | 15:30 |
| Central Ballester | 0 - 1 | El Porvenir          | Ramón Roque Martín    | 14 de abril | 15:30 |
| Ituzaingó         | 0 - 0 | Lugano               | República de Italia   | 15 de abril | 15:00 |

| Liniers              | 2 - 0 | Central Ballester | Juan Antonio Arias         | 18 de abril | 11:00 |
| Argentino de Rosario | 2 - 1 | Centro Español    | José María Olaeta          | 18 de abril | 15:00 |
| Sportivo Barracas    | 3 - 2 | Victoriano Arenas | República de Italia        | 19 de abril | 13:00 |
| Atlas                | 2 - 0 | Puerto Nuevo      | Ricardo Puga               | 19 de abril | 13:00 |
| Deportivo Paraguayo  | 2 - 1 | Ituzaingó         | Juan Antonio Arias         | 20 de abril | 15:30 |
| Lugano               | 1 - 0 | Yupanqui          | José María Moraños         | 20 de abril | 15:30 |
| Muñiz                | 1 - 1 | Leandro N. Alem   | Malvinas Argentinas        | 20 de abril | 16:00 |
| El Porvenir          | 3 - 1 | Claypole          | Gildo Francisco Ghersinich | 21 de abril | 15:00 |

| Victoriano Arenas | 1 - 0 | Argentino de Rosario | Saturnino Moure       | 24 de abril | 15:30 |
| Leandro N. Alem   | 2 - 0 | Lugano               | Leandro N. Alem       | 25 de abril | 11:00 |
| Yupanqui          | 1 - 0 | Deportivo Paraguayo  | Juan Antonio Arias    | 25 de abril | 15:30 |
| Puerto Nuevo      | 1 - 2 | Sportivo Barracas    | Rubén Carlos Vallejos | 25 de abril | 15:30 |
| Centro Español    | 0 - 2 | Muñiz                | Juan Antonio Arias    | 26 de abril | 15:30 |
| Ituzaingó         | 1 - 0 | El Porvenir          | República de Italia   | 27 de abril | 15:30 |
| Central Ballester | 2 - 1 | Atlas                | Ramón Roque Martín    | 27 de abril | 15:30 |
| Claypole          | 1 - 1 | Liniers              | Rubén Carlos Vallejos | 27 de abril | 15:30 |

| Lugano              | 4 - 1 | Centro Español       | José María Moraños         | 30 de abril | 15:30 |
| Liniers             | 1 - 0 | Ituzaingó            | Juan Antonio Arias         | 3 de mayo   | 11:00 |
| El Porvenir         | 0 - 2 | Yupanqui             | Gildo Francisco Ghersinich | 3 de mayo   | 11:00 |
| Puerto Nuevo        | 2 - 1 | Victoriano Arenas    | Rubén Carlos Vallejos      | 4 de mayo   | 15:30 |
| Deportivo Paraguayo | 2 - 0 | Leandro N. Alem      | Juan Antonio Arias         | 4 de mayo   | 15:30 |
| Muñiz               | 0 - 1 | Argentino de Rosario | Ciudad de San Miguel       | 4 de mayo   | 15:30 |
| Sportivo Barracas   | 0 - 2 | Central Ballester    | República de Italia        | 4 de mayo   | 15:30 |
| Atlas               | 2 - 0 | Claypole             | Ricardo Puga               | 5 de mayo   | 15:00 |

| Yupanqui             | 0 - 1 | Liniers             | Juan Antonio Arias    | 8 de mayo  | 15:30 |
| Central Ballester    | 1 - 0 | Puerto Nuevo        | Ramón Roque Martín    | 9 de mayo  | 13:00 |
| Victoriano Arenas    | 0 - 2 | Muñiz               | Saturnino Moure       | 9 de mayo  | 15:00 |
| Centro Español       | 1 - 2 | Deportivo Paraguayo | Juan Antonio Arias    | 10 de mayo | 11:00 |
| Argentino de Rosario | 1 - 1 | Lugano              | José María Olaeta     | 10 de mayo | 15:30 |
| Leandro N. Alem      | 0 - 1 | El Porvenir         | Leandro N. Alem       | 11 de mayo | 15:00 |
| Ituzaingó            | 3 - 2 | Atlas               | República de Italia   | 12 de mayo | 15:00 |
| Claypole             | 1 - 1 | Sportivo Barracas   | Rubén Carlos Vallejos | 12 de mayo | 15:00 |

| Lugano              | 3 - 1 | Muñiz                | José María Moraños         | 21 de mayo  | 15:00 |
| Atlas               | 2 - 1 | Yupanqui             | Ricardo Puga               | 23 de mayo  | 11:00 |
| Puerto Nuevo        | 1 - 1 | Claypole             | Rubén Carlos Vallejos      | 23 de mayo  | 12:00 |
| Central Ballester   | 4 - 2 | Victoriano Arenas    | Ramón Roque Martín         | 27 de mayo  | 15:00 |
| Deportivo Paraguayo | 0 - 1 | Argentino de Rosario | Juan Antonio Arias         | 27 de mayo  | 15:00 |
| El Porvenir         | 3 - 0 | Centro Español       | Gildo Francisco Ghersinich | 10 de junio | 15:00 |
| Liniers             | 2 - 0 | Leandro N. Alem      | Juan Antonio Arias         | 17 de junio | 15:30 |
| Sportivo Barracas   | 2 - 0 | Ituzaingó            | República de Italia        | 18 de junio | 15:00 |

| Yupanqui             | 0 - 2 | Sportivo Barracas   | Juan Antonio Arias         | 30 de mayo | 11:00 |
| Muñiz                | 0 - 0 | Deportivo Paraguayo | Ciudad de San Miguel       | 31 de mayo | 11:00 |
| Claypole             | 1 - 3 | Central Ballester   | Gildo Francisco Ghersinich | 31 de mayo | 12:00 |
| Argentino de Rosario | 0 - 1 | El Porvenir         | José María Olaeta          | 31 de mayo | 15:30 |
| Ituzaingó            | 2 - 1 | Puerto Nuevo        | República de Italia        | 1 de junio | 15:00 |
| Centro Español       | 1 - 2 | Liniers             | Juan Antonio Arias         | 1 de junio | 15:00 |
| Leandro N. Alem      | 0 - 1 | Atlas               | Leandro N. Alem            | 1 de junio | 15:00 |
| Victoriano Arenas    | 0 - 3 | Lugano              | Saturnino Moure            | 2 de junio | 15:00 |

| El Porvenir         | 1 - 0 | Muñiz                | Gildo Francisco Ghersinich | 5 de junio | 13:00 |
| Puerto Nuevo        | 1 - 2 | Yupanqui             | Rubén Carlos Vallejos      | 6 de junio | 13:00 |
| Liniers             | 1 - 1 | Argentino de Rosario | Juan Antonio Arias         | 7 de junio | 11:00 |
| Atlas               | 5 - 1 | Centro Español       | Ricardo Puga               | 7 de junio | 11:00 |
| Deportivo Paraguayo | 1 - 1 | Lugano               | Juan Antonio Arias         | 8 de junio | 15:00 |
| Claypole            | 1 - 1 | Victoriano Arenas    | Gildo Francisco Ghersinich | 9 de junio | 15:00 |
| Central Ballester   | 1 - 1 | Ituzaingó            | Ramón Roque Martín         | 9 de junio | 15:00 |
| Sportivo Barracas   | 2 - 0 | Leandro N. Alem      | República de Italia        | 9 de junio | 15:00 |

| Yupanqui             | 0 - 0 | Central Ballester   | Juan Antonio Arias   | 13 de junio | 11:00 |
| Victoriano Arenas    | 1 - 2 | Deportivo Paraguayo | Saturnino Moure      | 13 de junio | 11:00 |
| Argentino de Rosario | 0 - 1 | Atlas               | José María Olaeta    | 13 de junio | 12:00 |
| Leandro N. Alem      | 3 - 2 | Puerto Nuevo        | Leandro N. Alem      | 13 de junio | 15:30 |
| Lugano               | 2 - 4 | El Porvenir         | José María Moraños   | 14 de junio | 11:00 |
| Centro Español       | 0 - 1 | Sportivo Barracas   | Juan Antonio Arias   | 14 de junio | 11:00 |
| Muñiz                | 2 - 1 | Liniers             | Ciudad de San Miguel | 14 de junio | 11:00 |
| Ituzaingó            | 0 - 0 | Claypole            | Malvinas Argentinas  | 15 de junio | 15:00 |

| Liniers           | 1 - 0 | Lugano               | Juan Antonio Arias         | 20 de junio | 11:00 |
| Atlas             | 0 - 1 | Muñiz                | Ricardo Puga               | 20 de junio | 11:00 |
| El Porvenir       | 1 - 0 | Deportivo Paraguayo  | Gildo Francisco Ghersinich | 20 de junio | 11:00 |
| Puerto Nuevo      | 4 - 1 | Centro Español       | Rubén Carlos Vallejos      | 20 de junio | 15:00 |
| Claypole          | 3 - 0 | Yupanqui             | Gildo Francisco Ghersinich | 22 de junio | 13:00 |
| Ituzaingó         | 1 - 1 | Victoriano Arenas    | Ituzaingó                  | 22 de junio | 15:00 |
| Sportivo Barracas | 4 - 2 | Argentino de Rosario | República de Italia        | 22 de junio | 15:00 |
| Central Ballester | 1 - 2 | Leandro N. Alem      | Ramón Roque Martín         | 22 de junio | 15:25 |

| Yupanqui             | 1 - 1 | Ituzaingó         | Juan Antonio Arias   | 27 de junio | 11:00 |
| Victoriano Arenas    | 0 - 0 | El Porvenir       | Saturnino Moure      | 27 de junio | 11:00 |
| Argentino de Rosario | 0 - 7 | Puerto Nuevo      | José María Olaeta    | 27 de junio | 15:30 |
| Leandro N. Alem      | 3 - 3 | Claypole          | Leandro N. Alem      | 28 de junio | 15:00 |
| Muñiz                | 1 - 2 | Sportivo Barracas | Ciudad de San Miguel | 28 de junio | 15:00 |
| Lugano               | 1 - 3 | Atlas             | José María Moraños   | 28 de junio | 15:00 |
| Deportivo Paraguayo  | 0 - 0 | Liniers           | Juan Antonio Arias   | 28 de junio | 15:00 |
| Centro Español       | 0 - 1 | Central Ballester | José María Moraños   | 29 de junio | 15:00 |

| 1. 2. |

Fuente: Estadísticas de la Primera D 2015, en el sitio oficial de AFA.

### Segunda rueda
| Yupanqui             | 2 - 1 | Victoriano Arenas | Juan Antonio Arias         | 5 de julio | 11:00 |
| Argentino de Rosario | 0 - 2 | Central Ballester | José María Olaeta          | 6 de julio | 14:30 |
| Lugano               | 0 - 3 | Sportivo Barracas | José María Moraños         | 6 de julio | 15:00 |
| El Porvenir          | 0 - 0 | Liniers           | Gildo Francisco Ghersinich | 6 de julio | 15:00 |
| Leandro N. Alem      | 1 - 2 | Ituzaingó         | Municipal de Pilar         | 6 de julio | 15:00 |
| Muñiz                | 1 - 1 | Puerto Nuevo      | Ciudad de San Miguel       | 6 de julio | 15:00 |
| Deportivo Paraguayo  | 0 - 1 | Atlas             | Juan Antonio Arias         | 7 de julio | 15:00 |
| Centro Español       | 0 - 0 | Claypole          | José María Moraños         | 7 de julio | 15:00 |

| Victoriano Arenas | 0 - 0 | Liniers              | Saturnino Moure            | 11 de julio | 11:00 |
| Sportivo Barracas | 1 - 1 | Deportivo Paraguayo  | República de Italia        | 11 de julio | 11:00 |
| Yupanqui          | 2 - 2 | Leandro N. Alem      | Juan Antonio Arias         | 11 de julio | 11:00 |
| Puerto Nuevo      | 1 - 1 | Lugano               | Rubén Carlos Vallejos      | 11 de julio | 13:00 |
| Atlas             | 1 - 1 | El Porvenir          | Ricardo Puga               | 14 de julio | 15:00 |
| Claypole          | 1 - 2 | Argentino de Rosario | Gildo Francisco Ghersinich | 14 de julio | 15:00 |
| Ituzaingó         | 1 - 0 | Centro Español       | Ituzaingó                  | 14 de julio | 15:00 |
| Central Ballester | 1 - 2 | Muñiz                | Ramón Roque Martín         | 14 de julio | 15:00 |

| Argentino de Rosario | 3 - 0 | Ituzaingó         | José María Olaeta          | 18 de julio | 15:30 |
| Liniers              | 3 - 2 | Atlas             | Juan Antonio Arias         | 19 de julio | 11:00 |
| Lugano               | 0 - 0 | Central Ballester | José María Moraños         | 19 de julio | 11:00 |
| Deportivo Paraguayo  | 0 - 2 | Puerto Nuevo      | Juan Antonio Arias         | 20 de julio | 15:00 |
| El Porvenir          | 3 - 3 | Sportivo Barracas | Gildo Francisco Ghersinich | 20 de julio | 15:00 |
| Leandro N. Alem      | 1 - 0 | Victoriano Arenas | Leandro N. Alem            | 20 de julio | 15:00 |
| Muñiz                | 2 - 0 | Claypole          | Malvinas Argentinas        | 20 de julio | 15:00 |
| Centro Español       | 0 - 1 | Yupanqui          | José Manuel Moreno         | 20 de julio | 15:00 |

| Claypole          | 1 - 2 | Lugano               | Gildo Francisco Ghersinich | 24 de julio | 15:00 |
| Ituzaingó         | 2 - 1 | Muñiz                | Ituzaingó                  | 24 de julio | 15:00 |
| Victoriano Arenas | 1 - 1 | Atlas                | Saturnino Moure            | 25 de julio | 11:00 |
| Yupanqui          | 2 - 0 | Argentino de Rosario | Juan Antonio Arias         | 25 de julio | 14:00 |
| Puerto Nuevo      | 0 - 1 | El Porvenir          | Rubén Carlos Vallejos      | 26 de julio | 13:15 |
| Central Ballester | 0 - 0 | Deportivo Paraguayo  | Ramón Roque Martín         | 27 de julio | 15:00 |
| Leandro N. Alem   | 1 - 0 | Centro Español       | Leandro N. Alem            | 27 de julio | 15:00 |
| Sportivo Barracas | 3 - 2 | Liniers              | República de Italia        | 28 de julio | 15:00 |

| Liniers              | 1 - 0 | Puerto Nuevo      | Juan Antonio Arias         | 2 de agosto | 11:00 |
| Argentino de Rosario | 0 - 1 | Leandro N. Alem   | José María Olaeta          | 2 de agosto | 15:30 |
| El Porvenir          | 0 - 1 | Central Ballester | Gildo Francisco Ghersinich | 3 de agosto | 15:00 |
| Deportivo Paraguayo  | 1 - 1 | Claypole          | Juan Antonio Arias         | 3 de agosto | 15:00 |
| Atlas                | 1 - 1 | Sportivo Barracas | Ricardo Puga               | 5 de agosto | 15:00 |
| Centro Español       | 0 - 1 | Victoriano Arenas | Ciudad de Caseros          | 5 de agosto | 15:00 |
| Lugano               | 0 - 0 | Ituzaingó         | José María Moraños         | 5 de agosto | 15:00 |
| Muñiz                | 2 - 1 | Yupanqui          | Ciudad de San Miguel       | 5 de agosto | 15:00 |

| Centro Español    | 0 - 1 | Argentino de Rosario | Ciudad de Caseros          | 14 de agosto | 15:00 |
| Central Ballester | 0 - 1 | Liniers              | Ramón Roque Martín         | 16 de agosto | 15:00 |
| Victoriano Arenas | 1 - 2 | Sportivo Barracas    | Saturnino Moure            | 16 de agosto | 15:00 |
| Yupanqui          | 1 - 2 | Lugano               | Juan Antonio Arias         | 16 de agosto | 15:00 |
| Puerto Nuevo      | 1 - 0 | Atlas                | Rubén Carlos Vallejos      | 17 de agosto | 15:00 |
| Claypole          | 0 - 2 | El Porvenir          | Gildo Francisco Ghersinich | 18 de agosto | 13:00 |
| Ituzaingó         | 0 - 0 | Deportivo Paraguayo  | Ituzaingó                  | 18 de agosto | 15:00 |
| Leandro N. Alem   | 1 - 2 | Muñiz                | Leandro N. Alem            | 19 de agosto | 15:00 |

| Liniers              | 0 - 1 | Claypole          | Juan Antonio Arias         | 22 de agosto | 15:00 |
| Lugano               | 1 - 0 | Leandro N. Alem   | José María Moraños         | 22 de agosto | 15:00 |
| Argentino de Rosario | 2 - 0 | Victoriano Arenas | José María Olaeta          | 22 de agosto | 15:30 |
| El Porvenir          | 1 - 1 | Ituzaingó         | Gildo Francisco Ghersinich | 23 de agosto | 11:00 |
| Atlas                | 3 - 0 | Central Ballester | Ricardo Puga               | 23 de agosto | 12:00 |
| Deportivo Paraguayo  | 1 - 1 | Yupanqui          | Juan Antonio Arias         | 23 de agosto | 15:00 |
| Sportivo Barracas    | 1 - 1 | Puerto Nuevo      | República de Italia        | 25 de agosto | 15:00 |
| Muñiz                | 2 - 0 | Centro Español    | Ciudad de San Miguel       | 25 de agosto | 15:10 |

| Yupanqui             | 1 - 0 | El Porvenir         | Juan Antonio Arias         | 29 de agosto    | 11:00 |
| Victoriano Arenas    | 0 - 2 | Puerto Nuevo        | Saturnino Moure            | 29 de agosto    | 12:00 |
| Argentino de Rosario | 2 - 0 | Muñiz               | José María Olaeta          | 29 de agosto    | 13:00 |
| Ituzaingó            | 0 - 0 | Liniers             | Ituzaingó                  | 30 de agosto    | 11:00 |
| Central Ballester    | 1 - 1 | Sportivo Barracas   | Ramón Roque Martín         | 31 de agosto    | 15:00 |
| Leandro N. Alem      | 3 - 0 | Deportivo Paraguayo | Leandro N. Alem            | 1 de septiembre | 15:00 |
| Centro Español       | 0 - 1 | Lugano              | Ciudad de Caseros          | 1 de septiembre | 15:00 |
| Claypole             | 0 - 1 | Atlas               | Gildo Francisco Ghersinich | 1 de septiembre | 15:15 |

| Sportivo Barracas   | 1 - 1 | Claypole             | República de Italia        | 5 de septiembre | 12:00 |
| Liniers             | 2 - 2 | Yupanqui             | Juan Antonio Arias         | 5 de septiembre | 12:00 |
| Atlas               | 0 - 0 | Ituzaingó            | Ricardo Puga               | 6 de septiembre | 12:00 |
| Lugano              | 1 - 0 | Argentino de Rosario | José María Moraños         | 6 de septiembre | 13:00 |
| Puerto Nuevo        | 1 - 2 | Central Ballester    | Rubén Carlos Vallejos      | 6 de septiembre | 15:00 |
| El Porvenir         | 2 - 0 | Leandro N. Alem      | Gildo Francisco Ghersinich | 7 de septiembre | 13:00 |
| Muñiz               | 2 - 1 | Victoriano Arenas    | Ciudad de San Miguel       | 8 de septiembre | 15:00 |
| Deportivo Paraguayo | 3 - 0 | Centro Español       | Juan Antonio Arias         | 9 de septiembre | 15:00 |

| Ituzaingó            | 0 - 0 | Sportivo Barracas   | Ituzaingó                  | 11 de septiembre | 15:00 |
| Argentino de Rosario | 0 - 1 | Deportivo Paraguayo | José María Olaeta          | 12 de septiembre | 15:45 |
| Victoriano Arenas    | 1 - 1 | Central Ballester   | Saturnino Moure            | 13 de septiembre | 11:00 |
| Yupanqui             | 1 - 3 | Atlas               | Juan Antonio Arias         | 13 de septiembre | 11:00 |
| Claypole             | 1 - 1 | Puerto Nuevo        | Gildo Francisco Ghersinich | 14 de septiembre | 15:00 |
| Leandro N. Alem      | 4 - 1 | Liniers             | Leandro N. Alem            | 15 de septiembre | 15:00 |
| Muñiz                | 1 - 1 | Lugano              | Ciudad de San Miguel       | 15 de septiembre | 15:00 |
| Centro Español       | 1 - 3 | El Porvenir         | Ciudad de Caseros          | 16 de septiembre | 15:00 |

| Liniers             | 1 - 0 | Centro Español       | Juan Antonio Arias         | 19 de septiembre | 11:00 |
| Puerto Nuevo        | 0 - 0 | Ituzaingó            | Rubén Carlos Vallejos      | 19 de septiembre | 15:30 |
| Atlas               | 3 - 0 | Leandro N. Alem      | Ricardo Puga               | 20 de septiembre | 11:00 |
| Lugano              | 2 - 1 | Victoriano Arenas    | José María Moraños         | 20 de septiembre | 11:00 |
| Sportivo Barracas   | 1 - 0 | Yupanqui             | República de Italia        | 21 de septiembre | 15:00 |
| Deportivo Paraguayo | 0 - 0 | Muñiz                | Juan Antonio Arias         | 21 de septiembre | 15:05 |
| Central Ballester   | 3 - 0 | Claypole             | Ramón Roque Martín         | 21 de septiembre | 15:05 |
| El Porvenir         | 4 - 0 | Argentino de Rosario | Gildo Francisco Ghersinich | 22 de septiembre | 15:00 |

| Ituzaingó            | 1 - 2 | Central Ballester   | Ituzaingó            | 25 de septiembre | 15:00 |
| Leandro N. Alem      | 0 - 2 | Sportivo Barracas   | Leandro N. Alem      | 26 de septiembre | 11:00 |
| Victoriano Arenas    | 1 - 1 | Claypole            | Saturnino Moure      | 26 de septiembre | 11:00 |
| Argentino de Rosario | 0 - 1 | Liniers             | José María Olaeta    | 26 de septiembre | 15:30 |
| Yupanqui             | 1 - 0 | Puerto Nuevo        | Juan Antonio Arias   | 27 de septiembre | 11:00 |
| Muñiz                | 0 - 0 | El Porvenir         | Ciudad de San Miguel | 27 de septiembre | 11:00 |
| Lugano               | 1 - 2 | Deportivo Paraguayo | José María Moraños   | 29 de septiembre | 15:00 |
| Centro Español       | 0 - 1 | Atlas               | Ciudad de Caseros    | 30 de septiembre | 17:00 |

| Claypole            | 1 - 1 | Ituzaingó            | Gildo Francisco Ghersinich | 2 de octubre | 15:00 |
| Liniers             | 4 - 1 | Muñiz                | Juan Antonio Arias         | 3 de octubre | 11:00 |
| El Porvenir         | 1 - 0 | Lugano               | Gildo Francisco Ghersinich | 3 de octubre | 11:00 |
| Deportivo Paraguayo | 2 - 0 | Victoriano Arenas    | Juan Antonio Arias         | 4 de octubre | 11:00 |
| Puerto Nuevo        | 1 - 1 | Leandro N. Alem      | Rubén Carlos Vallejos      | 4 de octubre | 13:00 |
| Central Ballester   | 1 - 0 | Yupanqui             | Ramón Roque Martín         | 5 de octubre | 15:00 |
| Sportivo Barracas   | 2 - 0 | Centro Español       | República de Italia        | 6 de octubre | 15:00 |
| Atlas               | 1 - 0 | Argentino de Rosario | Ricardo Puga               | 7 de octubre | 15:00 |

| Deportivo Paraguayo  | 2 - 2 | El Porvenir       | Juan Antonio Arias   | 16 de octubre | 15:00 |
| Centro Español       | 0 - 4 | Puerto Nuevo      | Ciudad de Caseros    | 16 de octubre | 15:00 |
| Muñiz                | 0 - 0 | Atlas             | Ciudad de San Miguel | 16 de octubre | 15:00 |
| Lugano               | 3 - 2 | Liniers           | José María Moraños   | 16 de octubre | 15:05 |
| Leandro N. Alem      | 2 - 0 | Central Ballester | Leandro N. Alem      | 16 de octubre | 15:05 |
| Yupanqui             | 5 - 0 | Claypole          | Juan Antonio Arias   | 17 de octubre | 11:00 |
| Victoriano Arenas    | 0 - 0 | Ituzaingó         | Saturnino Moure      | 17 de octubre | 11:00 |
| Argentino de Rosario | 0 - 0 | Sportivo Barracas | José María Olaeta    | 17 de octubre | 15:30 |

| El Porvenir       | 4 - 0 | Victoriano Arenas    | Gildo Francisco Ghersinich | 20 de octubre | 15:00 |
| Central Ballester | 1 - 0 | Centro Español       | Ramón Roque Martín         | 20 de octubre | 15:00 |
| Liniers           | 3 - 2 | Deportivo Paraguayo  | Juan Antonio Arias         | 21 de octubre | 15:00 |
| Atlas             | 4 - 1 | Lugano               | Ricardo Puga               | 21 de octubre | 15:00 |
| Sportivo Barracas | 1 - 0 | Muñiz                | República de Italia        | 21 de octubre | 15:00 |
| Puerto Nuevo      | 3 - 0 | Argentino de Rosario | Rubén Carlos Vallejos      | 21 de octubre | 15:00 |
| Claypole          | 1 - 1 | Leandro N. Alem      | Gildo Francisco Ghersinich | 21 de octubre | 15:00 |
| Ituzaingó         | 1 - 0 | Yupanqui             | Ituzaingó                  | 21 de octubre | 15:00 |

| 1. 2. 3. 4. 5. 6. 7. 8. 9. |

Fuente: Estadísticas de la Primera D 2015, en el sitio oficial de AFA.

## Torneo reducido por el segundo ascenso
Los equipos ubicados del 2.º al 5.º lugar de la tabla de posiciones participaron del Reducido. El mismo consistió en un minitorneo por eliminación directa que inició enfrentándose en semifinales, a partidos de ida y vuelta. Los ganadores disputaron la final, con la misma modalidad. El equipo que finalizó el torneo regular mejor posicionado que su adversario cerró cada llave como local. 
Liniers obtuvo el segundo ascenso y jugó la temporada siguiente en la Primera C.

### Cuadro de desarrollo
|  | Semifinales        | Semifinales        | Semifinales        |   |       | Final                | Final                | Final                |  |
|  | 1 y 6 de noviembre | 1 y 6 de noviembre | 1 y 6 de noviembre |   |       | 14 y 30 de noviembre | 14 y 30 de noviembre | 14 y 30 de noviembre |  |
|  |                    |                    |                    |   |       |                      |                      |                      |  |
|  |                    |                    |                    |   |       |                      |                      |                      |  |
|  | Atlas              | 4                  | 3                  |   |       |                      |                      |                      |  |
|  | Atlas              | 4                  | 3                  |   |       |                      |                      |                      |  |
|  | Central Ballester  | 1                  | 1                  |   |       |                      |                      |                      |  |
|  | Central Ballester  | 1                  | 1                  |   | Atlas | 1                    | 2                    |                      |  |
|  |                    |                    |                    |   | Atlas | 1                    | 2                    |                      |  |
|  |                    |                    | Liniers            | 1 | 3     |                      |                      |                      |  |
|  | Liniers            | 1                  | Liniers            | 1 | 3     | 0                    |                      |                      |  |
|  | Liniers            | 1                  |                    |   |       | 0                    |                      |                      |  |
|  | El Porvenir        | 0                  | 0                  |   |       |                      |                      |                      |  |
|  | El Porvenir        | 0                  | 0                  |   |       |                      |                      |                      |  |
|  |                    |                    |                    |   |       |                      |                      |                      |  |

- Nota: En cada llave, el equipo ubicado en la primera línea es el que ejercerá la localía en el partido de vuelta.

### Semifinales
| 1 de noviembre, 11:00 | Central Ballester | 1:4 (0:2) | Atlas                                                                              | Estadio Ramón Roque Martín, Loma Hermosa               |                                                        |
|                       | Antunez 50'       | Reporte   | 6' Torres González · 28' (pen.) Torres González · 65' (pen.) Fernández · 90' Gauna | Asistencia: 1100 espectadores Árbitro(s): Tomás Diulio | Asistencia: 1100 espectadores Árbitro(s): Tomás Diulio |

| 6 de noviembre, 15:00 | Atlas                              | 3:1 (0:1) | Central Ballester | Estadio Ricardo Puga, General Rodríguez                  |                                                          |
|                       | Salvi 57' · Gauna 62' · Goitia 81' | Reporte   | 42' Godoy Gill    | Asistencia: 450 espectadores Árbitro(s): Mariano Negrete | Asistencia: 450 espectadores Árbitro(s): Mariano Negrete |

| 1 de noviembre, 11:00 | El Porvenir | 0:1 (0:1) | Liniers     | Estadio Gildo Francisco Ghersinich, Gerli                |                                                          |
|                       |             | Reporte   | 30' Coronel | Asistencia: 1000 espectadores Árbitro(s): Gonzalo Beloso | Asistencia: 1000 espectadores Árbitro(s): Gonzalo Beloso |

| 6 de noviembre, 15:00 | Liniers | 0:0     | El Porvenir | Estadio Juan Antonio Arias, San Justo                     |                                                           |
|                       |         | Reporte |             | Asistencia: 300 espectadores Árbitro(s): Sebastián Zunino | Asistencia: 300 espectadores Árbitro(s): Sebastián Zunino |

### Final
| 14 de noviembre, 17:00 | Liniers     | 1:1 (1:1) | Atlas     | Estadio Juan Antonio Arias, San Justo                       |                                                             |
|                        | Mendoza 42' | Reporte   | 12' Gauna | Asistencia: 1100 espectadores Árbitro(s): Edgardo Kopanchuk | Asistencia: 1100 espectadores Árbitro(s): Edgardo Kopanchuk |

| 27 de noviembre, 17:00                                                                        | Atlas                                  | 2:3 (1:1) | Liniers                                        | Estadio Ricardo Puga, General Rodríguez |                               |
|                                                                                               | Torres González 38' (pen.) · Gauna 81' |           | 30' (pen.) Allende · 66' Coronel · 81' Cáceres | Árbitro(s): Yael Falcón Pérez           | Árbitro(s): Yael Falcón Pérez |
| Suspendido por las condiciones climáticas. Se jugó el 30 de noviembre, a partir de las 17:00. |                                        |           |                                                |                                         |                               |

## Goleadores
| Pos. | Jugador              | Jugador                     | Goles | Equipo            |
| ---- | -------------------- | --------------------------- | ----- | ----------------- |
| 1.º  | Bandera de Argentina | Nicolás Parodi              | 15    | Puerto Nuevo      |
| 2.º  | Bandera de Argentina | Diego Dorregaray            | 12    | Sportivo Barracas |
| 2.º  | Bandera de Argentina | Maximiliano Torres González | 12    | Atlas             |
| 3.º  | Bandera de Argentina | Patricio Costa Repetto      | 11    | Sportivo Barracas |
| 3.º  | Bandera de Argentina | Joel Godoy Gill             | 11    | Central Ballester |
| 3.º  | Bandera de Argentina | Juan Ortíz López            | 11    | Liniers           |
| 4.º  | Bandera de Argentina | Alejandro Acuña             | 10    | Muñiz             |

Fuente: Solo Ascenso - Goleadores